# Kompot
Ne doit pas être confondu avec Compote.

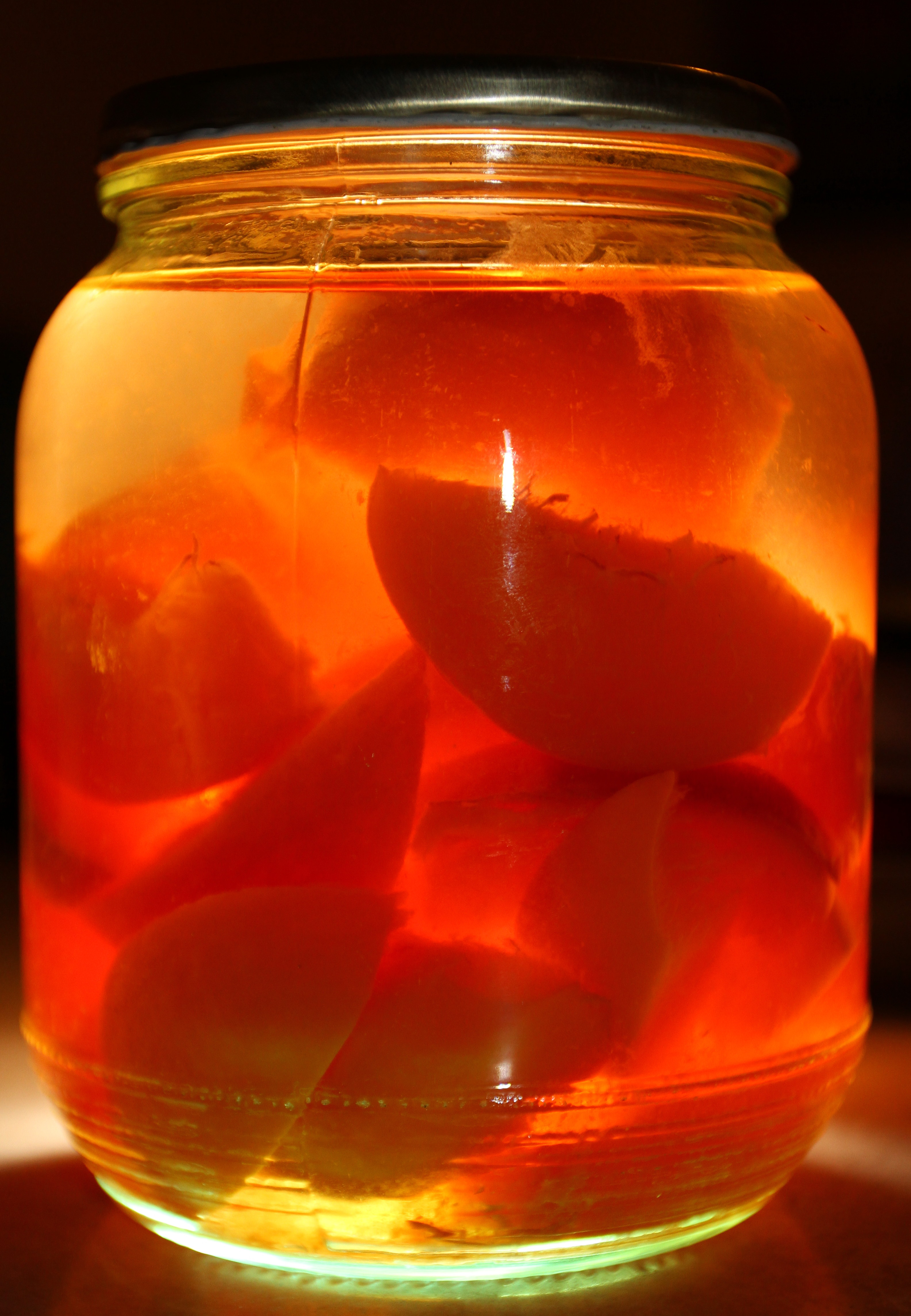
Kompot de pêche.

Le kompot ( en russe : компот, du français « compote ») est une boisson traditionnelle non alcoolisée très populaire en Europe orientale, dans les Balkans et dans le Caucase. Elle est faite à partir de fruits frais ou de baies, ou de fruits au sirop, ou encore de mélanges de fruits séchés ou de conserves de fruits.

## Histoire
Jusqu'au XVIIIe siècle, le kompot était nommé ouzvar dans la région de l'ancienne Rus' ; l'ouzvar était une boisson de fête, préparée la veille de Noël à base de fruits secs.
Le mot kompot viendrait du mot français compote. Traditionnellement boisson du Nord, il n'a commencé à se répandre en Russie qu'au XVIIIe siècle.
En 1885, Lucyna Cwierczakiewiczowa décrit dans un livre de recettes que la recette préserve si bien les fruits qu'ils paraissent encore frais. Le kompot était encore populaire dans les années 1970 et l'est toujours dans de nombreux pays d'Asie centrale comme l'Ouzbékistan et le Kirghizistan. Des dizaines de recettes sont parues dans le célèbre livre de recette polonaise, Polska Kuchnia.
Sa consommation a diminué depuis les années 1980. Avec la fin du rationnement dans de nombreux pays d'Europe orientale, il a été supplanté par les jus de fruits, boissons gazeuses et eau minérale. Cependant, il semblerait qu'il regagne en popularité à partir des années 2000.
C'est une technique largement utilisée pour la conservation des fruits en hiver en Bulgarie, en Bosnie-Herzégovine et éventuellement dans d'autres pays des Balkans.

## Ouzvar
L'ouzvar est un kompot préparé à base de fruits secs (pommes, poires, pruneaux...) et quelquefois avec des baies sucrées au miel ou au sucre. C'est une boisson consommée à Noël en Serbie, Bosnie, Bulgarie (où il est connu sous le nom d'ошав (ochav)), Russie ou Ukraine et d'autres pays d'Europe de l'Est.

## Composition
Le kompot est préparé avec des fraises, abricots, pêches, pommes, rhubarbe, groseilles, griottes, etc. séchés ou bouillis dans un grand volume d'eau sucrée et laissés à infuser et refroidir.

### Types de kompots

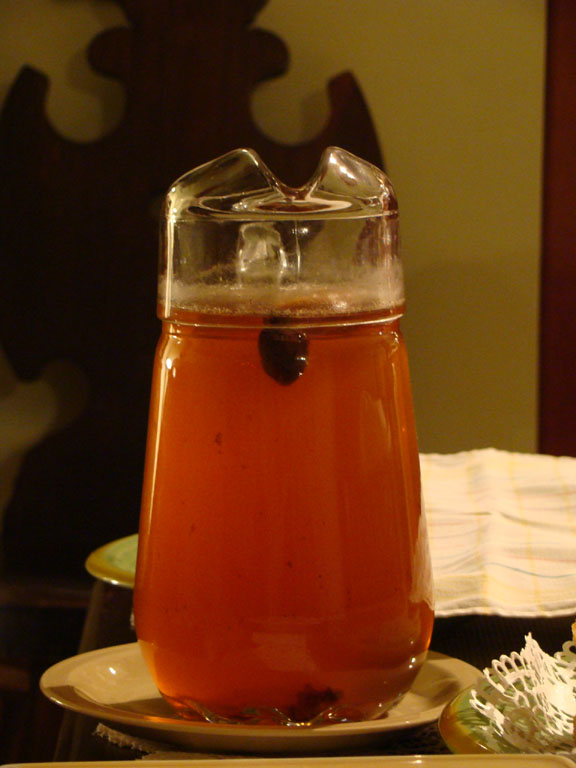
Le kompot peut se présenter sous forme de boisson...

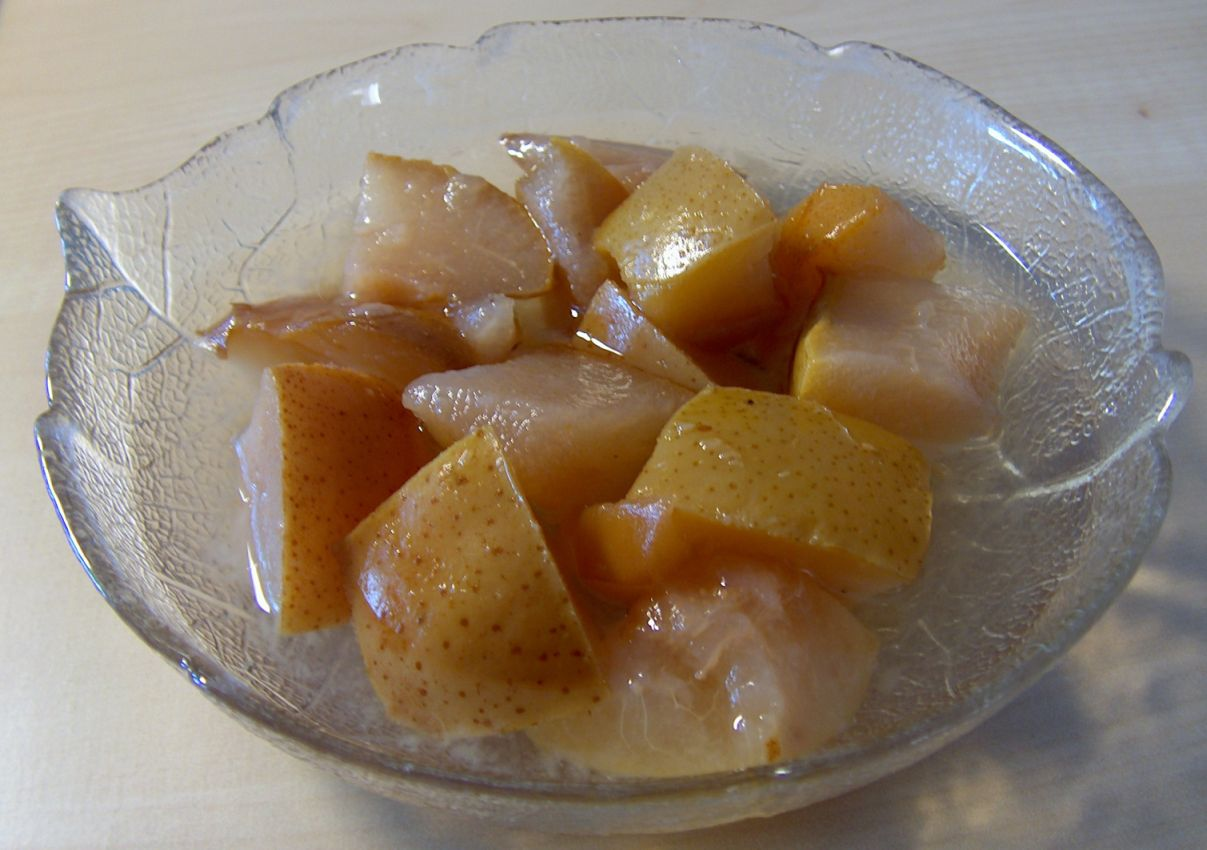
...aussi bien que sous forme de salade de fruits.

- La macédoine : dessert de fruits frais ou légèrement bouillis ou blanchis; on y ajoute parfois une goutte de liqueur[7] ;
- Le kompot proprement dit : il s'agit davantage de la boisson tirée de la préparation de fruits bouillis; elle est habituellement servie fraîche ;
- L'ouzvar : plus épais que le kompot, il est souvent servi avec du miel à la place du sucre ;
- Le kompot en conserve : il s'agit de kompot stérilisé pour la conservation à long terme[1].

### Préparation
Il y a beaucoup de façons de préparer le kompot. La façon la plus courante consiste à chauffer les fruits dans de l'eau sucrée. La concentration de sucre dépend des fruits utilisés. On peut y ajouter du miel, des zestes, des épices ou du vin rouge. Le temps de cuisson dépend également des fruits, mais les nutritionnistes conseillent de ne pas les cuire trop longtemps de façons à préserver leurs vitamines. Avant de servir, il faut laisser refroidir la boisson.
Afin que les fruits ne perdent pas leur forme et leur couleur, il faut adapter le temps de cuisson :
- pour les cerises, prunes, abricots, pêches, poires, pommes et coings, il faut effectuer une précuisson dans le sirop ;
- pour les pastèques, melons, agrumes, bananes, fraises, groseilles, framboises et raisins, il est préférable de ne pas cuire les fruits : il suffit de les verser dans le sirop bouillant et d'arrêter immédiatement la cuisson ;
- en ce qui concerne les fruits séchés, il est préférable de les laver puis de les laisser tremper une nuit dans de l'eau ; la préparation consiste alors à y ajouter du sucre, les porter à ébullition et les chauffer plusieurs heures[1].

## Consommation

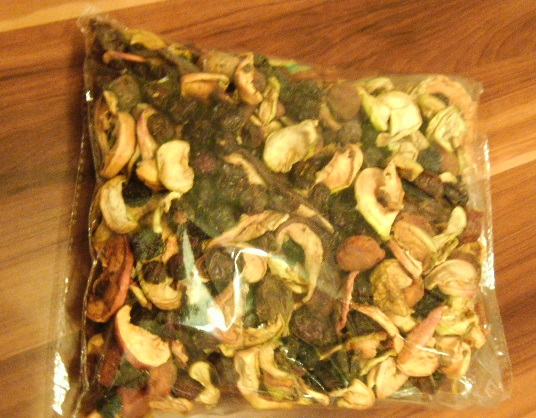
Mélange de fruits secs pour kompot.

Le kompot est surtout consommé en Europe centrale et orientale : Pologne, Biélorussie, Russie, Bulgarie, Bosnie-Herzégovine, Ukraine, Croatie, Serbie et Moldavie & Roumanie, où il est appelé « compote ».
En Russie et en Europe de l'Est, il est largement consommé dans les cantines et certaines chaînes de restauration rapide, et des préparations pour kompot et du kompot en conserve sont vendues par la grande distribution.

## Dans la culture
Dans une scène du film Opération Y et autres aventures de Chourik, le héros s'aperçoit qu'on a oublié de lui donner le kompot, et s'écrie « А компот? » (« et le kompot ? »); ce passage est resté une phrase culte du film.